# Ich glaub’ nicht an den Weihnachtsmann
Ich glaub’ nicht an den Weihnachtsmann ist das vierte Studioalbum von Tom Angelripper von Sodom unter seinem Alias Onkel Tom. Das Weihnachtsalbum erschien am 20. November 2000 über Drakkar Entertainment.

## Entstehungsgeschichte
Das Album wurde im September 2000 in den Spiderhouse Studios in Lütte unter der Regie von Harris Johns eingespielt. Neben einer Reihe traditioneller Weihnachtslieder, die sämtlich von Tom Angelripper und Alex Kraft umarrangiert wurden, sind auch zwei Eigenkompositionen von Tom Angelripper auf dem Album vertreten. Dabei handelt es sich um das Titelstück und Frohes Fest. Bei Am Weihnachtsbaume und Leise rieselt der Schnee wurde der Text verändert. Daneben existiert noch ein gesprochenes Intro unter dem Titel Zuhause bei Onkel Tom. Neben Alex Kraft (Dezperadoz) beteiligten sich der damalige Sodom-Schlagzeuger Bobby Schottkowski sowie Oliver Jochim an dem Album.

## Titelliste
| Nummer | Titel                                  | Autoren                               | Zeit |
| ------ | -------------------------------------- | ------------------------------------- | ---- |
| 1.     | Zuhause bei Onkel Tom                  | Thomas Such                           | 1:19 |
| 2.     | Stille Nacht, heilige Nacht            | traditional                           | 2:58 |
| 3.     | Ihr Kinderlein, kommet                 | traditional                           | 1:56 |
| 4.     | Ich glaub’ nicht an den Weihnachtsmann | Thomas Such                           | 4:09 |
| 5.     | Alle Jahre wieder                      | traditional                           | 2:00 |
| 6.     | O du fröhliche                         | traditional                           | 2:06 |
| 7.     | Am Weihnachtsbaume                     | traditional/Text: Thomas Such         | 3:04 |
| 8.     | Amerikanisches Weihnachtsmedley        | diverse                               | 4:06 |
| 8a     | White Christmas                        | Irving Berlin                         |      |
| 8b     | Winter Wonderland                      | Felix Bernard, Richard B. Smith       |      |
| 8c     | Let It Snow! Let It Snow! Let It Snow! | Jule Styne, Sammy Cahn                |      |
| 8d     | Santa Claus Is Coming to Town          | John Frederick Coots, Haven Gillespie |      |
| 8e     | We Wish You a Merry Christmas          | traditional                           |      |
| 9.     | Morgen kommt der Weihnachtsmann        | traditional                           | 3:21 |
| 10.    | Jingle Bells                           | traditional                           | 2:57 |
| 11.    | Fröhliche Weihnacht                    | traditional                           | 2:14 |
| 12.    | Kling, Glöckchen, kling                | traditional                           | 2:10 |
| 13.    | Morgen, Kinder, wird’s was geben       | traditional                           | 2:51 |
| 14.    | O Tannenbaum                           | traditional                           | 2:31 |
| 15.    | Frohes Fest                            | Thomas Such                           | 2:11 |
| 16.    | Leise rieselt der Schnee               | traditional/Text: Thomas Such         | 3:15 |

## Musikstil und Texte
Wie auf seinen Soloalben, die vorher überwiegend Trinklieder und Schlager umfassten, üblich werden alle Lieder im typischen Thrash-Metal-Stil von Tom Angelrippers Hauptband Sodom gespielt. Der Text zu Ich glaub nicht an den Weihnachtsmann behandelt auf humoristische Weise die Enttäuschung, wenn man nicht das passende Geschenk erhält. Bei Frohes Fest handelt es sich um ein selbstgeschriebenes Lied von Tom Angelripper, das im Text ein eigentlich typisches Weihnachtslied nachahmt, jedoch mit Motiven des Trinkliedes vermengt. Aus Am Weihnachtsbaume die Lichter brennen wird ein Lied über einen Selbstmord und bei Leise rieselt der Schnee wurde der Text zu einer Drogenhymne, das Schnee steht umgangssprachlich für Kokain. Am Anfang wird dies durch ein Schniefgeräusch angedeutet. Das Album endet mit den gesprochenen Weihnachtswünschen von Tom Angelripper:

„Ich wünsche euch ein frohes und geruhsames Weihnachtsfest, und einen guten Rutsch ins neue Jahr, wir sehen uns bald wieder, euer Onkel Tom!“